# 陈涛 (足球运动员)
陈涛（1985年3月11日—）是已退役的中国职业足球运动员，在场上能够胜任中前场多个攻击位置。

## 球会生涯
2002年，陈涛被沈阳金德从高丰文足球学校买入。2003年成为球队主力。2004年，随着大批主力出走，陈涛成为沈阳金德队的场上队长，也是当年中超各支球队当中最年轻的队长。2008年赛季开始前，陈涛因为再次请求转会被俱乐部拒绝而与俱乐部发生矛盾，导致他整个赛季无球可踢。
2009年赛季开始前，已经近一年半没有正常比赛的陈涛被允许随上海申花前往土耳其集训，最终凭借出色的表现与申花签约，完成了转会。
2010年赛季一直不得上海申花新主教练布拉泽维奇重用的陈涛处于很无奈的境地，由于技战术特点不符布拉泽维奇的要求，因此出场机会寥寥。在同年7月二次转会截止日期，上海申花与天津泰达达成一致协议，陈涛以租借方式加盟天津泰达。陈涛到达天津泰达第一场比赛即获得绝杀入球，此后牢牢占据了中场核心的位置，帮助球队夺得历史最佳成绩联赛亚军。
2011年2月14日，陈涛正式转会加盟天津泰达，并在亚冠小组赛中攻入两球，帮助球队出线。
2012年12月21日，陈涛转会加盟大连阿尔滨。但沒有多久，大连阿尔滨降入中甲，俱樂部也出售成為大連一方。2015年10月，陳濤發現自己沒有拿到全額的工資，俱樂部表示，是主教練因為他比賽和訓練表現不好，建議扣掉一部分工資。之後大連一方沒有讓陳濤參加2016年冬訓，而是讓他在中方教練帶領下每天在體育場跑圈，早上7點先跑8000米，10點又跑10000米，下午2點鐘再來8000米……，陳濤堅持了幾天後與俱樂部妥協，只要求發放2016年前三個月的薪水，就同意與俱樂部解約。但大連一方一筆尾款，之後也遲遲沒有支付。
2016年6月23日，陈涛以自由身加盟中乙球队四川安纳普尔那，并帮助球队打入季后淘汰赛四强。2017年2月，陳濤和大連一方俱樂部的違約金仲裁案有了最終結果，中國足協仲裁委員會裁定，大連一方俱樂部，需支付陳濤300萬元左右的違約金。
2020年2月，由於中國爆發COVID-19疫情，中國足協宣佈2020年國內足球賽事全面延期，導致許多原本財務狀況不佳的俱樂部直接宣佈解散，包括陳濤效力的四川隊(已改名為四川FC隊)。此前他一直是球隊的副隊長，在2016年球隊成立之初就加盟效力至今，並在2018賽季幫助球隊以32場不敗的戰績，奪得中乙冠軍並且成功升級中甲。但因球隊解散，陳濤再度陷入無球可踢的窘境。
2020年5月29日，陈涛正式宣布退役。
2020年6月1日，陈涛表示不会让儿子从事足球工作。
2023年7月14日，陈涛离开了从4月份开始担任的教练组组长职位。

## 国家队生涯
陈涛在金德期间入选了国青队，征战2005年國際足協世界青年錦標賽，到十六强止步；后来入选国家队，之后也成为中国国奥队的队长。2008代表中国男足国奥队参加北京奥运会，并助攻董方卓打入唯一进球。

## 国家队进球
- 仅列出国际A级比赛进球

| 时间          | 地点  | 对手 | 比分 | 赛事                     | 进球(累计) |
| ------------- | ----- | ---- | ---- | ------------------------ | ---------- |
| 2011年7月23日 | 昆 明 |      | 7-2  | 2014年世界杯亚洲区预选赛 | 2( 2)      |

## 連結
- Player profile - sports.sina.com.cn （页面存档备份，存于）
- Player profile - football-lineups.com （页面存档备份，存于）
- 陈涛在 National-Football-Teams.com 上的出场纪录
- Soccerway資料庫：陈涛
- Player profile - Sport star wiki （页面存档备份，存于）
- Player profile - sohu.com （页面存档备份，存于）
- 陈涛的新浪微博